# Капелла Коллеони
Капелла Коллеони (итал. Cappella Colleoni) — капелла и усыпальница, построенная в городе Бергамо, Италия, архитектором Джованни Антонио Амадео.
Капелла, посвященная св. Варфоломею, св. Марку и св. Иоанну Крестителю, была построена в 1472—1476 годах в качестве мавзолея знаменитого кондотьера Бартоломео Коллеони и его рано умершей дочери Медеи. Строительство велось на месте разобранной солдатами Коллеони сакристии соседнего храма Санта-Мария-Маджоре.

## Архитектура и наружное убранство

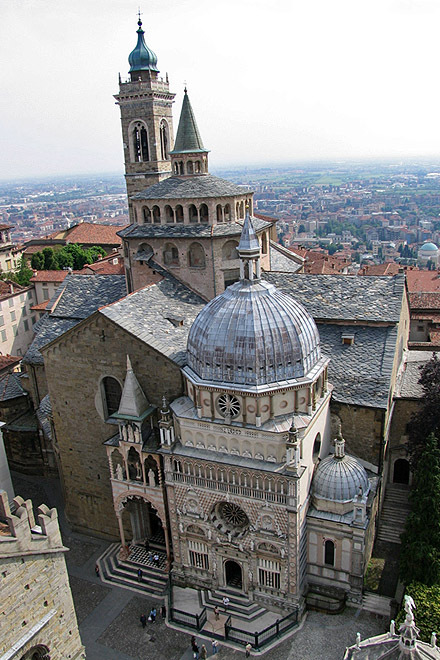
Вид на капеллу Коллеони и собор Санта-Мария-Маджоре с башни Torre del Comune

По проекту, выполненному Джованни Антонио Амадео, внешний облик капеллы должен был соответствовать соседнему храму Санта-Мария-Маджоре, что подчеркивает остроконечный фонарь над восьмиугольным куполом и облицовка фасадов разноцветным мрамором.
Фасад отделан ромбической инкрустацией из белого, красного и черного мрамора. Над главным порталом — окно-роза и два медальона с изображениями Юлия Цезаря и Траяна.
Барельефы, обрамляющие верхнюю часть цоколя фасада, изображают библейские сюжеты и подвиги Геракла. Пилястры окон фасада увенчаны аллегорическими фигурами добродетелей. Лоджия в верхней части фасада выполнена в романском стиле.

## Внутреннее убранство и захоронения

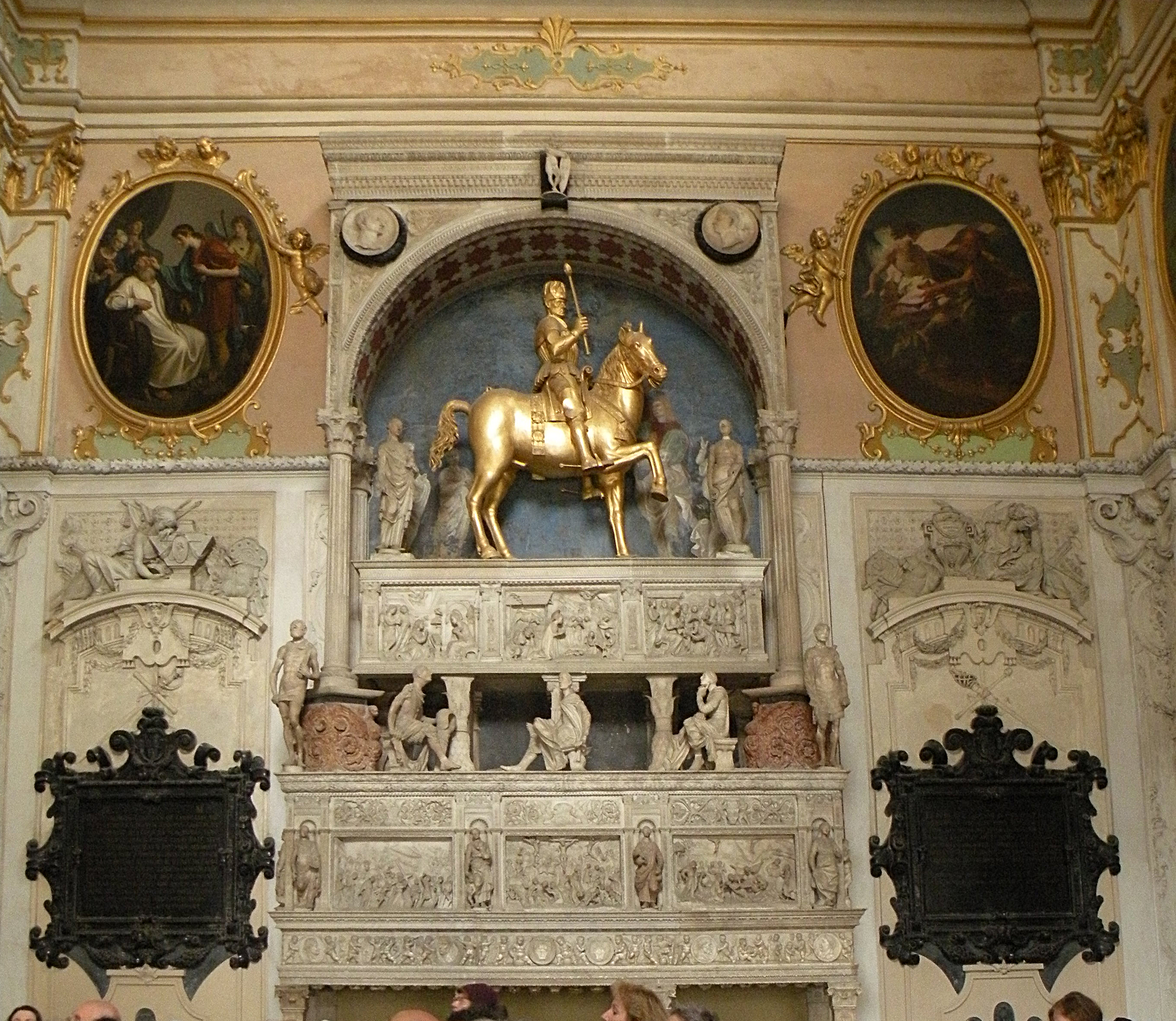
Гробница Бартоломео Коллеони

Внутренний объем храма, квадратный в плане, соединяется с более низкой алтарной частью.
Могила Бартоломео Коллеони, умершего 2 ноября 1475 года (до окончания строительства), помещена в триумфальную арку у стены и украшена рельефами из жизни Христа, львиными головами и конной статуей кондотьера. Эта статуя из позолоченного дерева создана нюрнбергскими мастерами в 1501 году. На саркофаге — фигуры, символизирующие добродетели и рельефы с изображением ветхозаветных сцен.
Надгробный памятник Медее Коллеони, скончавшейся 6 марта 1470 года, создан самим Амадео. Могила была перенесена в капеллу в 1842 году из Урньяно .
Барочный алтарь работы Бартоломео Манни (1676 г.) украшен двумя витыми колоннами. В алтаре можно увидеть созданные Пьетро и Туллио Ломбардо в 1491 году фигуры трех святых, которым посвящен храм: св. Варфоломея, св. Марка и св. Иоанна Крестителя.
В 1732—1733 гг. Джанбаттиста Тьеполо расписал паруса и люнеты капеллы фресками с сценами из жизни св. Варфоломея, св. Марка и св. Иоанна Крестителя.